# Iowa Speedway
Iowa Speedway é um autódromo D-oval de 7/8 milhas (1,4 km) de extensão, inaugurado em 2005 e situado na cidade de Newton, Iowa, Estados Unidos, foi projetado pelo ex-piloto da NASCAR Rusty Wallace, é o primeiro circuito oval a ter softwall em todo o muro, atualmente recebe provas da NASCAR Xfinity Series e da IndyCar Series sendo, atualmente, o menor circuito usado pela categoria.